# Jean-Jacques Aillagon

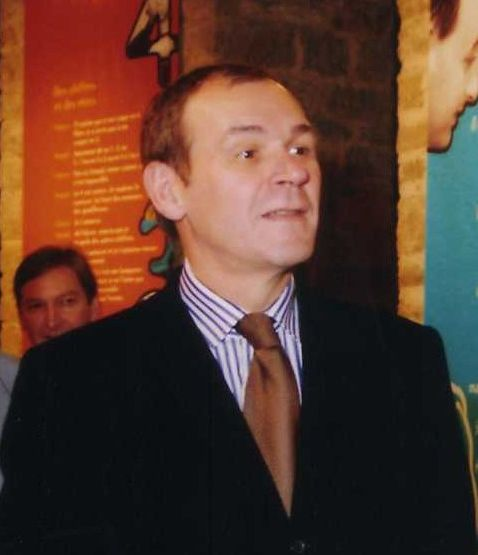
Jean-Jacques Aillagon 2003

Jean-Jacques Aillagon (* 2. Oktober 1946 in Metz)  ist ein französischer Politiker und ehemaliger Generaldirektor des französischen Fernsehsenders TV5 Monde.

## Leben
Aillagon wurde 1946 in Metz geboren. Nach seiner Studienzeit war er als Hochschullehrer von 1972 bis 1976 im Département Corrèze am Egletons and Tulle lycées tätig. 1981 wird Aillagon stellvertretender Leiter der École nationale supérieure des beaux-arts de Paris. Von 1982 bis 2002 war er am Centre Georges Pompidou in Paris leitend tätig. Aillagon war vom 7. Mai 2002 bis März 2004 Kultur- und Kommunikationsminister in Frankreich. Er ist der jetzige Präsident des Établissement public de Versailles und war zuvor Chef des Palazzo Grassi in Venedig. Aillagon war von 2005 bis 2006 Generaldirektor des französischen Fernsehsenders TV5 Monde. Er lebt offen homosexuell.